# Clodoaldo Tavares de Santana
Clodoaldo Tavares de Santana (25 de setembre de 1949) és un exfutbolista brasiler.

## Selecció del Brasil
Va formar part de l'equip brasiler a la Copa del Món de 1970.

## Palmarès
Santos FC
- Campionat paulista: 1967, 1968, 1969, 1973, 1978
- Campionat brasiler de futbol: 1968 (Torneio Roberto Gomes Pedrosa)

Brasil
- Copa del Món de futbol: 1970
- Copa Roca: 1971

## Referències

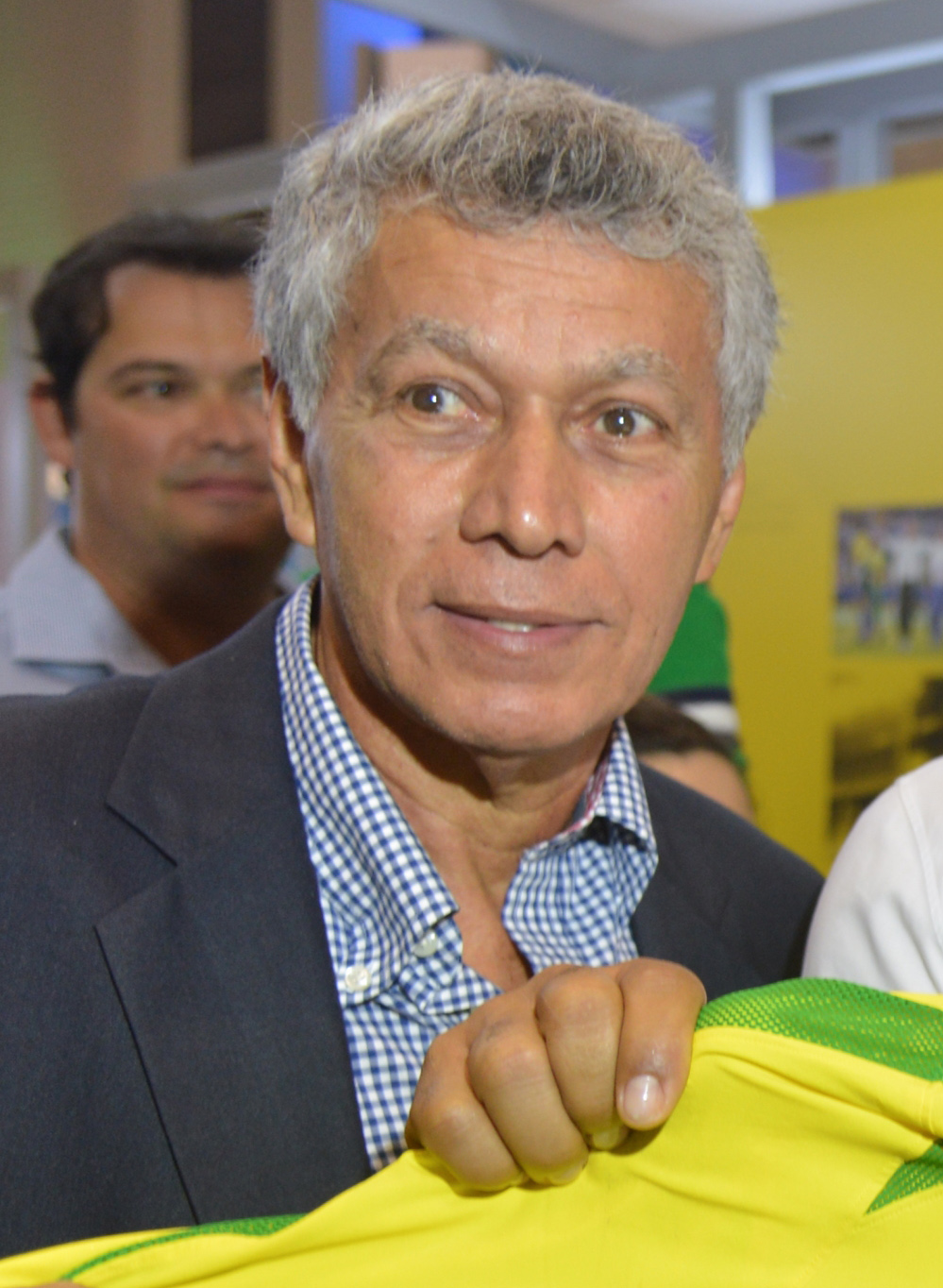
Clodoaldo el 2013.